# Joris Delacroix
Joris Delacroix (né en 1987) est un musicien français né à Montpellier. Son style musical se compose de house, deep house et électronique.

## Carrière musicale
Joris Delacroix a reçu des cours de piano dès l'âge de quatre ans. Il découvre la musique électronique à l'âge de 16 ans. En 2008, il sort son premier EP sur le label Timid Records. Il a ensuite signé avec la maison de disques française WOH, avec laquelle il a finalement sorti son premier album Room With View en 2011, enregistré à son domicile,.

## Discographie

### Albums
- 2011 : Room With View (Woh Lab)
- 2016: Going Back (Way of House)
- 2018 : Night Visions (Universal Music)

### Singles et EP
- 2009: Quiet EP (Woh Lap)
- 2009 : Maeva’s EP (Timid Records)
- 2010 : Sex Tape (EP, Woh Lab)
- 2011: Room With View EP(Way of House)
- 2012 : La Mat (Woh Lab)
- 2013 : Air France (EP, Way of House)
- 2015 : Backinbizness (single promo, Universal Music)
- 2015 : Movings(EP, Universal Music)
- 2017 : Start the Engine (Universal Music)
- 2018 : Epoque (Universal Music)
- 2018 : Let Your Down (EP, avec Montmartre, Mercury)
- 2018 : Routine (Universal Music)
- 2019 : Time to Lose (Hungry Music)

### Collaborations
- 2011 : Dumb & Clyde (avec Greg Delon, Woh Lab)
- 2012 : Givin' Head (avec Düal, Woh Lab)